# برنارد فيدال
برنارد فيدال (بالفرنسية: Bernard Vidal)‏ هو رسام فرنسي، ولد في 23 أغسطس 1944 في بيريغو في فرنسا.